# Schalkholz
Schalkholz település Németországban, Schleswig-Holstein tartományban. Lakosainak száma 570 fő (2023. december 31.).

## Népesség
A település népességének változása:
| Lakosok száma | 604  | 587  | 585  | 589  | 577  | 570  |
|               | 1975 | 2017 | 2019 | 2021 | 2022 | 2023 |